# Piper rubrum
Piper rubrum är en pepparväxtart som beskrevs av C. Dc.. Piper rubrum ingår i släktet Piper och familjen pepparväxter. Inga underarter finns listade i Catalogue of Life.